# ويليام غراي بورسيل
ويليام غراي بورسيل (بالإنجليزية: William Gray Purcell)‏ هو مهندس معماري أمريكي، ولد في 2 يوليو 1880، وتوفي في 11 أبريل 1965.